# Infanterie-Division Woldenberg
La Infanterie-Division Woldenberg fu una divisione dell'esercito tedesco attiva durante la seconda guerra mondiale.

## Storia
La divisione fu costituita il 20 gennaio 1945 vicino a Woldenberg in Pomerania. Alla fine di gennaio la divisione dovette ritirarsi verso Landsberg. L'unità fu distrutta dall'Armata Rossa nella zona di Woldenberg e gli uomini rimanenti furono assegnati ad altre unità in Pomerania.

## Comandanti
- Generalmajor Gerhard Kegler (20 gennaio 1945 - 29 gennaio 1945)